# Joseph Alois Holzmann
Joseph Alois Holzmann (* 22. Oktober 1762 in Hall in Tirol; † 17. April 1815 ebenda) war ein österreichischer Organist und Komponist.

## Leben und Werk
Holzmann war der Sohn einer musikalischen Familie, sein Vater war Pfarrmusiker in Hall, seine Mutter die Tochter eines Musikers am für seine Kapelle berühmten Haller Damenstift. Nach dem frühen Tod des Vaters (1765) heiratete seine Mutter den Musiker Johann Prohaska, der ab 1774 Pfarrorganist in Hall war. Dieser förderte das musikalische Talent seines Stiefsohnes und ließ ihn im Stift Fiecht beim angesehenen Musiklehrer Magnus Dagn das Generalbassspiel und insbesondere Orgel und Cembalo erlernen. Bereits als Zehnjähriger unternahm sein Stiefvater mit ihm Konzertreisen durch den österreichisch-süddeutschen Raum, wo er in Residenzen und Klöstern als Cembalo- und Orgelvirtuose auftrat und als Wunderkind und „Tiroler Mozart“ gefeiert wurde.
Holzmann übernahm in Hall das Amt eines zweiten Pfarrorganisten unter seinem Stiefvater. 1779 wurde er als „Supernumerarius“, 1785 als wirklicher Pfarrmusikant angestellt. Finanziell wesentlich lukrativere Stellenangebote, unter anderem aus Bozen und Mannheim, schlug er aus und blieb er bis zu seinem Tod 1815 Organist in Hall. Holzmann hatte nicht nur einen ausgezeichneten Ruf als Organist und Komponist, sondern auch als Lehrer, der bekannteste unter seinen zahlreichen Schülern ist Johann Baptist Gänsbacher.
Als Komponist schuf er vorwiegend Werke für den Chor der  Haller Pfarrkirche, geistliche Vokalmusik wie Messen, Requien, Offertorien, Gradualien, Hymnen, Vespern und Antiphonen, daneben Orgel- und Klaviermusik, aber auch Oratorien und mindestens eine Schauspielmusik. Im Notenarchiv der Haller Pfarrkirche werden rund 200 Kompositionen aufbewahrt. Seine Werke bildeten einen Grundstock des kirchenmusikalischen Repertoires in Tirol bis in die zweite Hälfte des 19. Jahrhunderts, waren aber auch weit über die Grenzen des Landes hinaus verbreitet. Gekennzeichnet sind sie durch volksnahe Eingängigkeit, leichte Ausführbarkeit und variable Besetzung, seine ambitioniertesten Kompositionen weisen eine große Nähe zu den Werken Haydns und Mozarts auf.